# 1860-е годы в истории метрополитена
В этой статье перечисляются основные события из истории метрополитенов в 1860-х годах. Полужирным шрифтом выделены открытия новых транспортных систем.

## 1863 год
- 10 января — открыт первый в мире Лондонский метрополитен.
- В Коломне построен Коломенский завод — производитель дизель-агрегатов и локомотивов.

## 1864 год
- 13 июня — первое расширение сети Лондонского метрополитена после открытия в 1863 году. Открыты наземные станции «Ноттинг Хилл», «Шефердс Буш» и «Хаммерсмит»[1] (позже две последние станции закрыты, одноимённые станции построены в непосредственной близости от первоначальных).

## 1865 год
- Ассоциация ELR, в которую входили шесть крупнейших лондонских железнодорожных компаний, выкупила первый тоннель в истории метрополитена, который строился несколько лет (с 1825 по 1843 годы) с помощью проходческого щита (изобретение 1818 года инженера Марка Брюнеля)[2].

- 23 декабря — в Лондоне открыты станции «Барбикан» и «Моргейт»[1]

## 1866 год
- 1 февраля — несмотря на то что движение поездов по линии Паддингтон — Хаммерсмит открылось 1 июня 1864 года, станция под таким названием приняла первых пассажиров.

## 1868 год
- 3 июля — открыта первая надземная линия внеуличной железной дороги в Нью-Йорке, вошедшая впоследствии в состав Нью-Йоркского метрополитена[3][4][2].
- 24 декабря — открыта вторая линия — линия Дистрикт (District Railway) в Лондонском метрополитене, построенная компанией «Metropolitan District Railway». Она связала станции «Южный Кенсингтон» и «Вестминстер»[5][6].

## 1869 год
- 27 февраля — открыта, как наземная железнодорожная линия Афины — Пирей, первая линия (Η.Σ.Α.Π.) Афинского метрополитена. Однопутный участок с двумя станциями «Пире́й» (греч. Πειραιάς) и «Тисси́о» (греч. Θησείο).